# Soviet Indology Series
Soviet Indology Series („Sowjetische indologische Buchreihe“) ist eine englischsprachige indologische Buchreihe mit Werken aus der Sowjetunion. Sie erschien in Kalkutta von 1969 bis 1972. Insgesamt sind acht Bände erschienen. Darin enthalten sind mehrere Werke und Übersetzungen von Schtscherbatskoi, darunter sein grundlegendes Werk zur buddhistischen Logik (siehe auch Indische Logik) sowie das wichtige Werk zur tibetischen historischen Literatur von Vostrikov.

## Übersicht
- 1. Modern ideological struggle for the ancient philosophical heritage of India / N. P. Anikeev (1969)
- 2. Papers of Th. Stcherbatsky / trans. for the 1. time into Engl. by Harish C. Gupta. Ed. with an introd. by Debiprasad Chattopadhyaya; Ščerbatskoj, Fëdor I.; Gupta, Harish C.; Chattopadhyaya, Debiprasad (1969)
- 3. Kushan Studies in U.S.S.R. Papers presented by Soviet Scholars at the UNESCO Conference on History, Archaeology and Culture of Central Asia in the Kushan Period. Dushanbe, 1968. Calcutta: Soviet Indology Series No. 3. Indian Studies Past & Present. 1970.
- 4. Tibetan Historical Literature, by A. I.; Gupta, Harish Chandra (trans. From Russian by) Vostrikov (1970)
- 5. Madhyanta-vibhanga; discourse on discrimination between middle and extremes, (Soviet indology series, no. 5) by Maitreyanatha (1971)
- 6. Further papers of Theodore Stcherbatsky / trans. for the 1. time from Russ. by Harish Chandra Gupta, Ščerbatskoj, Fëdor I.; Gupta, Harish Chandra (1971)
- 7. Studies in ancient India and in Central Asia / G. M. Bongard-LevinVerfasser: Bongard-Levin, Grigorij M. (1971)
- 8. Sketches of ancient Indian literature, Igor' Dmitrievich Serebryakov; translated from the Russian by Harish Gupta Sri R. K. Maitra (1972)